# Jason Spitz
(en) Statistiques sur pro-football-reference
Jason Russell Spitz (né le 19 décembre 1982 à Jacksonville en Floride) est un joueur américain de football américain. Après une carrière universitaire avec les Cardinals de Louisville, il est drafté en 2006 au 3e tour par les Packers de Green Bay pour qui il joue pendant cinq saisons. Après un passage aux Jaguars de Jacksonville, il évolue lors de la saison 2013 avec les Seahawks de Seattle.

## Enfance
Lors de son passage au lycée, Spitz est nommé dans l'équipe de la saison pour toute la côte atlantique. Pour sa dernière année au lycée, il enregistre cinquante-quatre tacles et dix sacks.

## Carrière

### Université
En 2002, il intègre l'Université de Louisville dans le Kentucky et joue comme titulaire au sein des Cardinals de Louisville et ne quitte plus les compositions d'équipe pendant quatre ans. Pour sa seconde saison, il fait treize sacks en treize matchs et est sélectionné dans la deuxième équipe All American pour toutes les conférences. Les efforts de Spitz permettent aux Cardinals d'avoir une des meilleures attaques du pays. Sa dernière saison le voit changer de côté, mais occupant le même poste.

### Professionnel
Jason Spitz est sélectionné lors du draft de la NFL de 2006 au troisième tour, au 75e choix par les Packers de Green Bay. Pour sa première saison en NFL (Rookie), il joue quatorze matchs (dont treize comme titulaire) et récupère un fumble. La saison 2007 est quasi similaire à celle de 2006 mais il n'enregistre aucun fait de jeu.
En 2008, il joue la totalité des matchs de la saison avec les Packers et effectue un tacle, il devient titulaire à ce poste. Mais en 2009, il ne joue que cinq matchs (dont quatre comme titulaire). Pour la saison 2010, il joue tous les matchs mais n'en commence aucun. Il remporte néanmoins son premier titre professionnel, à savoir le Super Bowl XLV à la fin de la saison 2010.
En juillet 2011, il signe un contrat de plusieurs années avec les Jaguars de Jacksonville. Néanmoins, il peine à s'imposer dans l'équipe, jouant surtout comme remplaçant lors de la saison 2011. Spitz ne joue aucun match en 2012 du fait d'une blessure qui le tient éloigné des terrains.
En 2013, il quitte les Jaguars pour les Seahawks de Seattle.